# Phyllanthus australis
Phyllanthus australis är en emblikaväxtart som beskrevs av Joseph Dalton Hooker. Phyllanthus australis ingår i släktet Phyllanthus och familjen emblikaväxter. Inga underarter finns listade i Catalogue of Life.